# Francisco Villaespesa

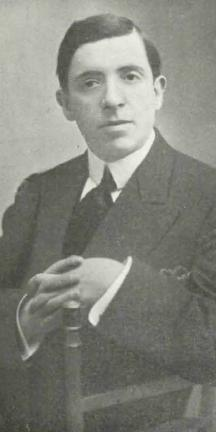
Francisco Villaespesa.

Francisco Villaespesa, född den 15 oktober 1877 i Almería, död den 9 april 1936 i Madrid, var en spansk skald.
Villaespesa har blivit kallad "Spaniens Heine" och ansågs av spanska kritiker höra till de största samtida spanska lyrikerna. Han publicerade 1898 sin första diktsamling, Intimidades. Den retoriskt praktfulla dramatiska legenden El Alcázar de las perlas (1911), där scenen är förlagd till Granada, vann entusiastiskt bifall. Villaespesas arbeten i bunden form uppgår till ett femtiotal band, av vilka för övrigt som de mest betydande bör nämnas El patio de los arrayanes (1908), El mirador de Lindaraxa (samma år), El libro de Job (1909), El jardin de las quimeras (samma år), El espejo encantado (1911), Los panales de oro (1912), El balcón de Verona (samma år), Palabras antiguas (samma år). Även på prosadiktens område föreligger ett stort antal arbeten av Villaespesa, som Luchas (1898), Confidencias (samma år), La copa del Rey de Thule (1900), El último Abderraman (1907), Las horas que pasan (1909), Doña Maria Padilla (1913), La leona de Castilla (1915), En el desierto (1918) och El milagro del vaso de agua (samma år).